# 羅昭
羅昭（14世紀—15世紀），字景南，南直隸鳳陽府壽州人，明朝政治人物。

## 生平
羅昭是洪武二十六年（1393年）癸酉科應天鄉試舉人，授吉州學正，擢右春坊右司諫，當時皇孫出閣，朝廷選他為翰林院侍講，因母親逝世回鄉，服闋後在洪熙元年（1425年）陞襄王府左長史，很快辭官回鄉，去世後朝廷賜金致祭，人稱賢傅。

## 引用
1. 1 2  光緒《壽州志·卷十九·人物志》：羅昭，字景南，洪武癸酉舉人，授山西吉州學正，擢右春坊右司諫，時皇孫出閣，簡昭為侍講，以內艱去，服闋擢襄府左長史，後乞休卒，賜金致祭，稱為賢傅 舊志。
2. ↑  《明宣宗章皇帝實錄·卷六》：（洪熙元年閏七月甲子）陞右春坊右司諫羅昭為襄府長史司左長史，以昭侍襄王講學久也……